# Cleta (geslacht)
Cleta is een geslacht van vlinders uit de familie spanners (Geometridae). De wetenschappelijke naam is voor het eerst geldig gepubliceerd in 1844 door Philogène Auguste Joseph Duponchel. Duponchel ontleende de naam Cleta aan de Spartaanse mythologie, waar ze een van de drie Gratiën is.

## Soorten
- Cleta filacearia (Herrich-Schäffer, 1847)
- Cleta perpusillaria (Eversmann, 1847)
- Cleta ramosaria (de Villers, 1789)